# Buda Sikhi
El Buda Sikhī (Pāli) es, de acuerdo con el Buddhavamsa y la mitología budista, el Buda número 20 de los 28 budas anteriores a Buda Gautama.
El penúltimo buda de la Alamkarakalpa (Era de la adornación), Sikhī fue precedido por Vipassī y sucedido por Vessabhū.

## Etimología
Fue llamado Sikhī porque su unhisa (turbante) parecía una sikha (flama).

## Biografía
De acuerdo con el Buddhavamsa y las leyendas budistas tradicionales, Sikhī vivió por 31 eras (kalpa) —muchos millones de años— antes del presente. Nació en Aruṇavatī, el cual se encuentra en el distrito de Dhule de Maharashtra, en la India actual.
Su familia era de la Varna Kshatriya la cual constituía una élite militar y gobernante en el período de los Vedas. Su padre fue Aruṇa el general, y su madre Pabhāvatī. Su esposa se llamó Sabbakama, y tuvo un hijo llamado Atula.

## Características físicas
Sikhī medía 37 codos de altura, lo cual es equivalente a 56 pies (17,1 m). Su cuerpo irradiaba luz a una distancia de 3  leguas, lo cual es igual a 9 millas (14,5 km).

## Enseñanzas
Sikhī transmitió su primer sermón en el parque Migachira a 100.000 discípulos. Su segundo sermón fue dirigido a 80.000, y su tercero a 70.000 discípulos.
Realizó la demostración del milagro gemelo (la producción simultánea de fenómenos contradictorios, por ejemplo agua y fuego), bajo un árbol de magnolias. Abhibu y Sambhava fueron sus discípulos monásticos principales; y Akhila y Paduma eran sus principales discípulas. Su asistente principal se llamaba Khemankara.